# Sesimbra
Sesimbra és un municipi portuguès, situat al districte de Setúbal, a la regió de Lisboa i a la subregió de Península de Setúbal. L'any 2004 tenia 44.046 habitants. Es divideix en 3 freguesias. Limita al nord amb Almada i Seixal, al nord-est amb Barreiro, a l'est amb Setúbal i al sud i a l'oest amb el litoral de l'oceà Atlàntic.

## Demografia
| Població del concejo de Sesimbra (1801 – 2004) | Població del concejo de Sesimbra (1801 – 2004) | Població del concejo de Sesimbra (1801 – 2004) | Població del concejo de Sesimbra (1801 – 2004) | Població del concejo de Sesimbra (1801 – 2004) | Població del concejo de Sesimbra (1801 – 2004) | Població del concejo de Sesimbra (1801 – 2004) | Població del concejo de Sesimbra (1801 – 2004) | Població del concejo de Sesimbra (1801 – 2004) |
| ---------------------------------------------- | ---------------------------------------------- | ---------------------------------------------- | ---------------------------------------------- | ---------------------------------------------- | ---------------------------------------------- | ---------------------------------------------- | ---------------------------------------------- | ---------------------------------------------- |
| 1801                                           | 1849                                           | 1900                                           | 1930                                           | 1960                                           | 1981                                           | 1991                                           | 2001                                           | 2004                                           |
| 3.920                                          | 4.695                                          | 9.047                                          | 13.276                                         | 16.837                                         | 23.103                                         | 27.246                                         | 37.567                                         | 44.046                                         |

## Freguesies
- Castelo
- Quinta do Conde
- Santiago

## Agermanaments

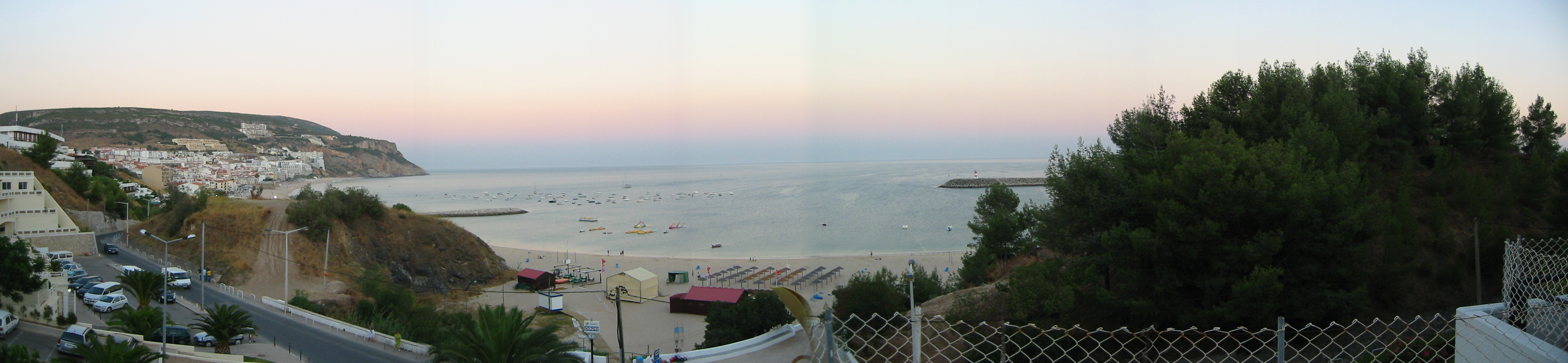
Panoràmica de la badia.

Sesimbra és membre fundador del Douzelage, una associació d'agermanament de 23 municipis d'arreu de la Unió Europea. Aquest agermanament actiu va començar el 1991 i s'hi convoquen esdeveniments regulars, com un mercat de productes de cadascun dels països i festivals.
| - Altea, País Valencià - Bad Kötzting, Alemanya - Bellagio, Itàlia - Bundoran, República d'Irlanda - Chojna, Polònia - Granville, França - Holstebro, Dinamarca - Houffalize, Valònia | - Judenburg, Àustria - Karkkila, Finlàndia - Kőszeg, Hongria - Marsaskala, Malta - Meerssen, Països Baixos - Oxelösund, Suècia - Prienai, Lituània | - Préveza, Grècia - Niederanven, Portugal - Sherborne, Anglaterra - Sigulda, Letònia - Sušice, República Txeca - Türi, Estònia - Zvolen, Eslovàquia |